# Служба охраны Пентагона
Служба охраны Пентагона (англ. Pentagon Force Protection Agency − PFPA) — гражданское агентство в структуре Министерства обороны США, занятая непосредственно охраной его штаб-квартиры — Пентагона, а также военно-морского комплекса «Анакостиа».
Задачи охраны выполняются офицерами безопасности — полицией Пентагона (англ. United States Pentagon Police), а также агентами охраны и специалистами в различных военно-технических сферах.
Штаб-квартира агентства расположена непосредственно в здании Пентагона.

## Руководители
Директор службы охраны Пентагона с 2006 по 2016 гг. — Стивен Калвери (англ. Steven E. Calvery), второй по счёту, назначен 1 мая 2006 года. До этого назначения служил в качестве директора правопорядка и безопасности в Департаменте внутренних дел. Окончил Мэрилендский университет со степенью бакалавра наук в области делового администрирования. Служил в Армии США с 1968 по 1971 годы в качестве пилота боевого вертолета, принимал участие в войне во Вьетнаме.
В настоящее время директором службы охраны Пентагона является Джонатан Кофер.